# 孟密
孟密是坐落于缅甸掸邦北部瑞丽江边的一个镇。

## 交通
该镇有通往抹谷及其红宝石矿区的公路，途径抹谷可到达曼德勒，亦可通过曼德勒-臘戍鐵路運輸线到达皎脉。该镇途径马本和八莫亦可到达克钦邦首府密支那。缅甸也有一趟国内航班通往该镇。
孟密海拔800英尺，距离抹谷以北约28英里，而抹谷海拔4,000英尺。经过抹谷以西6公里的路可到达伊洛瓦底江边Twinnge村和德贝金镇的地界。现在已经有了一条直通Twinnge村和孟密的道路。

## 历史

### 孟密土司
孟密旧属木邦。明正统年间，木邦头目思外法（Hso Wai Hpa）受封于孟密，成为孟密土司祖先。成化二十年（1484年）分木邦西部地置安抚司，以孟密土司思柄为安抚使。思柄死后，其子思楪袭职。思楪死后，其弟思豪袭职。思豪死后，其子思真袭职。思真活了一百一十岁，大约在1529年去世。思真死后，其子思汉袭职。1542年，思汉成为缅甸阿瓦王朝的国王，即翁榜孔迈。1545年，思汉去世，其子摩别那腊勃底袭职，即思奔。
万历十二年（1585年）升为宣抚司；万历十六年（1588年），孟密土司思忠、蛮莫土司思顺投缅。缅军入侵，占领了孟密。万历三十四年（1606年）以后，明缅战争基本上停止，包括孟密在内的诸多土地为缅甸控制。

### 英国殖民时期
孟密的诏法在1885年英国吞并缅甸时去世，留下未成年的幼子作为继承人，孟密的行政当局相当衰弱。

## 经济

### 矿产
孟密以其出产的贵重宝石和半宝石而闻名。